# Tumchaïta
La tumchaïta és un mineral de la classe dels silicats. Rep el nom del riu Tumcha, a Rússia, a prop d'on es troba la seva localitat tipus.

## Característiques
La tumchaïta és un silicat de fórmula química Na₂Zr(Si₄O11)·2H₂O. Va ser aprovada com a espècie vàlida per l'Associació Mineralògica Internacional l'any 1999. Cristal·litza en el sistema monoclínic. La seva duresa a l'escala de Mohs és 4,5.
Segons la classificació de Nickel-Strunz, la tumchaïta pertany a «09.EA: Fil·losilicats, amb xarxes senzilles de tetraedres amb 4-, 5-, (6-), i 8-enllaços» juntament amb els següents minerals: cuprorivaïta, gil·lespita, effenbergerita, wesselsita, ekanita, fluorapofil·lita-(K), hidroxiapofil·lita-(K), fluorapofil·lita-(Na), magadiïta, dalyita, davanita, sazhinita-(Ce), sazhinita-(La), okenita, nekoïta, cavansita, pentagonita, penkvilksita, nabesita, ajoïta, zeravshanita, bussyita-(Ce) i plumbofil·lita.

## Formació i jaciments
Va ser descobert al massís ultrabàsic-alcalí de Vuoriyarvi, a l'óblast de Múrmansk (Rússia). També ha estat descrita en un altre indret, la pedrera Poudrette, situada al mont Saint-Hilaire, dins el municipi regional de comtat de La Vallée-du-Richelieu, a Montérégie (Quebec, Canadà). Aquests dos indrets són els únics de tot el planeta on ha estat descrita aquesta espècie mineral.